# Гарт, Леонид Игоревич
Леони́д И́горевич Гарт (11 декабря 1973, Москва — 24 июня 2012, Сплит) — российский предприниматель и спортивный функционер, учредитель московской строительной компании «ГРМ-Строй», в течение двух лет президент Федерации санного спорта России.

## Коммерческая деятельность
21 февраля 2003 года вместе с партнёрами Леонид Гарт зарегистрировал строительную фирму ООО «ГРМ-Строй», получив 33 % акций и заняв должность генерального директора. Спустя год выкупил долю одного из компаньонов и с 66,5 % акций стал фактически главным её управляющим. Фирма поучаствовала в реализации многих крупных проектов столицы, например, ими были возведены пятизвёздочный отель Ritz-Carlton, торгово-развлекательный комплекс «Атриум», участвовала в реконструкции гостиницы «Москва». К 2008 году компания заработала репутацию одного из крупнейших московских строительных предприятий, но вскоре последовала череда скандалов: поступили обвинения в неуплате налогов, а кредиторы подали несколько исков, требуя запустить процедуру банкротства с целью возмещения многочисленных долгов. По данным СМИ, долг Гарта перед государством и бизнес-партнёрами составлял около 1 млрд рублей, и в 2009 году прокуратура возбудила в отношении него уголовное дело по статье 199 часть 2 УК РФ «Сокрытие денежных средств либо имущества организации или индивидуального предпринимателя, за счет которых должно производиться взыскание налогов и (или) сборов».
Пытаясь уйти от преследования суда, 1 июня 2009 года Леонид Гарт продал все свои акции «ГРМ-Строй» оффшорной фирме Moungate Enterprises, зарегистрированной на Сейшельских Островах. Переложив ответственность на подставную фирму, продолжил предпринимательскую деятельность как учредитель компании с похожим названием «ГРМ», которая функционирует по сей день.

## Во главе федерации санного спорта
По собственному признанию, Леонид Гарт не имел никакого отношения к профессиональному спорту, а санями заинтересовался совершенно случайно, после просмотра соревнований на зимних Олимпийских играх 2010 года в Ванкувере. Вскоре он вышел на связь с российскими функционерами и после детального изучения этой дисциплины принял решение подать заявку на пост президента Федерации санного спорта России. Заручившись поддержкой действующего президента Валерия Силакова, 29 июня был избран единогласно — за его кандидатуру проголосовали все 28 делегатов.
Деятельность Гарта на этом посту оценивается экспертами исключительно положительно. В частности, отмечается щедрое финансирование с его стороны, так, при участии «ГРМ» была реконструирована санно-бобслейная трасса в Парамоново, построили олимпийскую трассу в Сочи. На территории России впервые состоялся чемпионат Европы по санному спорту и натурбану, причём в сезоне 2011/12 сборная показала лучшие результаты за всю свою историю, завоевав на чемпионате мира в немецком Альтенберге три комплекта наград серебряного достоинства. Также Гарт известен привлечением к работе сборной иностранных специалистов, созданием саней в сотрудничестве с российской компанией Marussia Motors и активным лоббированием включения натурбана в программу Олимпийских игр.

## Гибель
24 июня 2012 года, находясь на отдыхе в Хорватии, погиб в ходе прогулки на лодке в Адриатическом море близ города Сплит. Родственники и коллеги не исключали версию об убийстве, поскольку незадолго до этого Гарт усилил личную охрану и стал получать странные звонки, после которых вёл себя нервно. Однако проведённое вскрытие показало, что причиной смерти был инфаркт, а следы какого-либо насилия не обнаружены.
Соболезнования семье погибшего выразили многие официальные лица из министерств и федераций, в том числе президент России Владимир Путин. Похоронен на Введенском кладбище (30 уч.). Оставил после себя двоих детей.
После смерти Леонида Гарта Федерацию санного спорта России возглавила его жена Наталья.